# Crataegus putata
Crataegus putata es una especie de planta del género Crataegus, perteneciente a la familia Rosaceae.

## Taxonomía
Crataegus putata fue descrita por Charles Sprague Sargent en 1910.

## Distribución
Se encuentra en el territorio de Pensilvania y Virginia.